# كارولين ليفيت
كارولين ليفيت (بالإنجليزية: Caroline Leavitt)‏ (9 يناير 1952)؛ روائية أمريكية.